# Nationalpark Pantanal Matogrossense
Der  Nationalpark Pantanal Matogrossense, auch Nationalpark Pantanal Mato Grosso geschrieben, (Parque Nacional do Pantanal Matogrossense) (port.) ist ein Naturschutzgebiet im westlichen Brasilien, welches im Flusslauf des Río Paraguay liegt, nahe der Grenze Boliviens. Ein zweiter Nationalpark namens Chapada dos Guimaräes dient dem Schutz der den Pantanal umliegenden Hochebene.

## Lage
Dieser befindet sich größtenteils im brasilianischen Bundesstaat Mato Grosso do Sul. Die nächste größere Stadt in der Nähe des Nationalparks ist Poconé.

## Geschichte
Im 17. Jahrhundert rotteten Sklavenhändler das dort lebende Volk der Indios Guatos aus. Zudem wurde in diesem Gebiet zur damaligen Zeit intensiver Goldabbau betrieben. Im 18. Jahrhundert  wurde das riesige Gebiet als Rinderweide verwendet. Er wurde im Jahr 1981 gegründet. In der übrigen Welt war dieses Gebiet bis in die 1980er Jahr kaum bekannt. Größere Bekanntheit erlangte diese Landschaft durch die Ausstrahlung der Seifenoper Pantanal, einer Serie über eine Viehzüchterfamilie in der übrigen Welt. In den 1980er beschlossen  die Staaten Argentinien, Bolivien, Paraguay und Uruguay das Projekt Proyecto Hidrovia eine künstliche Wasserstraße zwischen Zentralsüdamerika und dem Atlantischen Ozean, welcher die Zerstörung des Pantanals bedeutet hatte. Nach großen öffentlichen Aufschrei wurde das Projekt nicht realisiert. Offiziell wurde er im Jahr 1993 zum Nationalpark erklärt. In diesem Gebiet soll die Natur und Landschaft in ihrem jetzigen, ursprünglichem Zustand erhalten werden unter der Einbeziehung und Beachtung der Lebensweise der dort ansässigen lokalen Bevölkerung.

## Ökologie und Klima
Im  Nationalpark Pantanal Matogrossense befindet ein durch den Flusslauf des sich ein teilweise oder ganzjährig überschwemmter Wald, der Grund hierfür ist eine natürliche Vertiefung der Erdkruste in die viele Flüsse münden. Die Landschaft des  Nationalparks umfasst Savannengebiete, Sumpfgebiete und an Rand des Amazonas-Regenwalds. Der Wasserstand der Flüsse des Gebietes unterliegt sehr starken jahreszeitlichen Schwankungen von bis zu 5 Metern Höhe, welche viele Nährstoffe in das Gebiet einbringen. Hierdurch kann sich eine sehr prächtige Vegetation im Gebiet entfalten.
Das Klima in diesem Gebiet ist zwischen April bis September warm und sehr feucht. Die Trockenzeit dauert meist von Oktober bis März. Die Jahresgesamtniederschlagsmenge im Nationalpark Pantanal Mato Grosso beträgt 1.200 mm.

## Flora
Folgende Arten sind in diesem Gebiet unter anderem anzutreffen Buriti-Palmen (Mauritia flexuosa), (Erisma uncinatum), Knoblauchbaum (Gallesia integrifolia)  Louros (Cordia glabrata), Santa-Cruz-Riesenseerose (Victoria cruziana) und Bäume der Gattung (Handroanthus).  Weite Teile der großen Wasserflächen sind mit der Dickstielige Wasserhyazinthe (Pontederia crassipes) bedeckt.

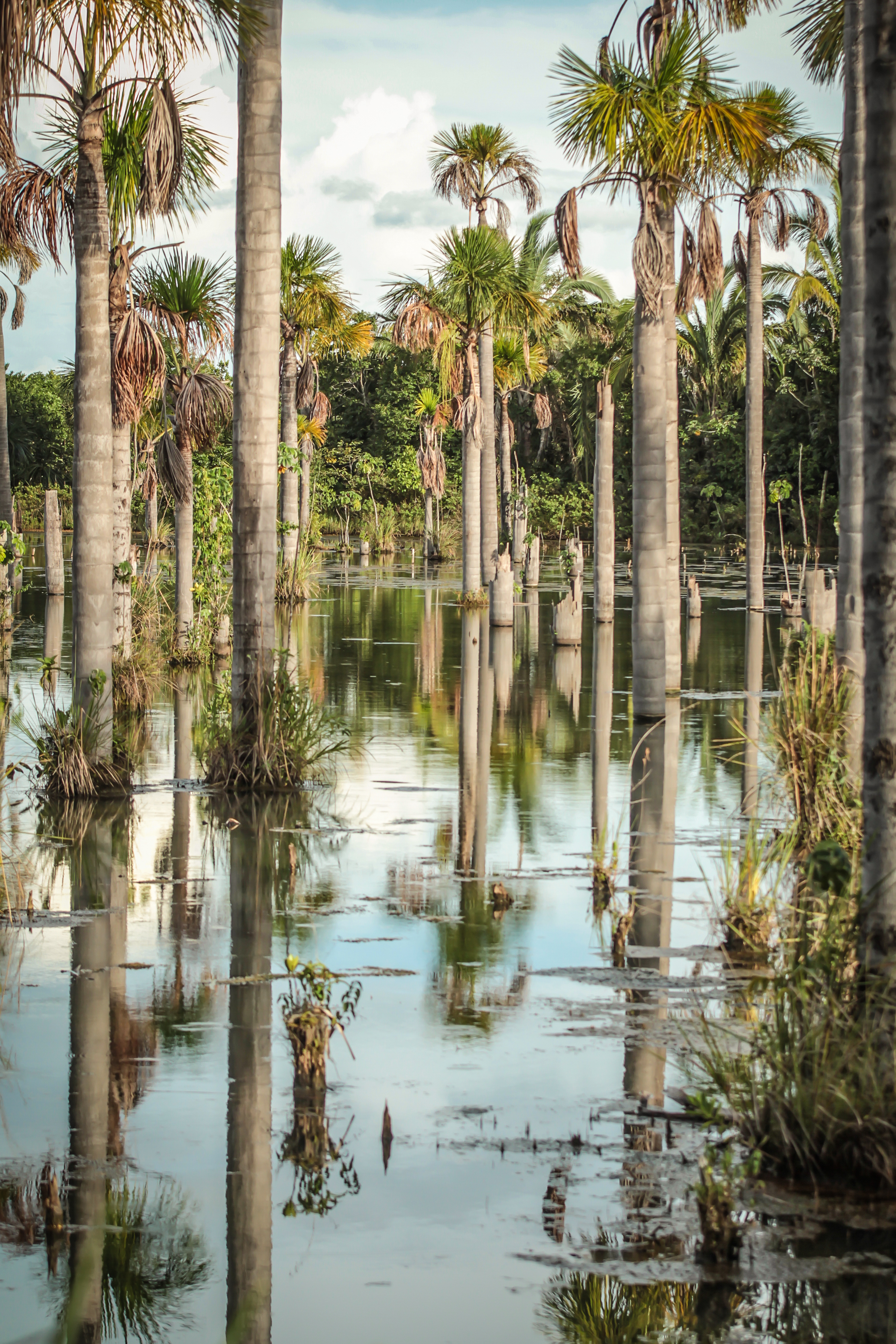
Buriti-Palme
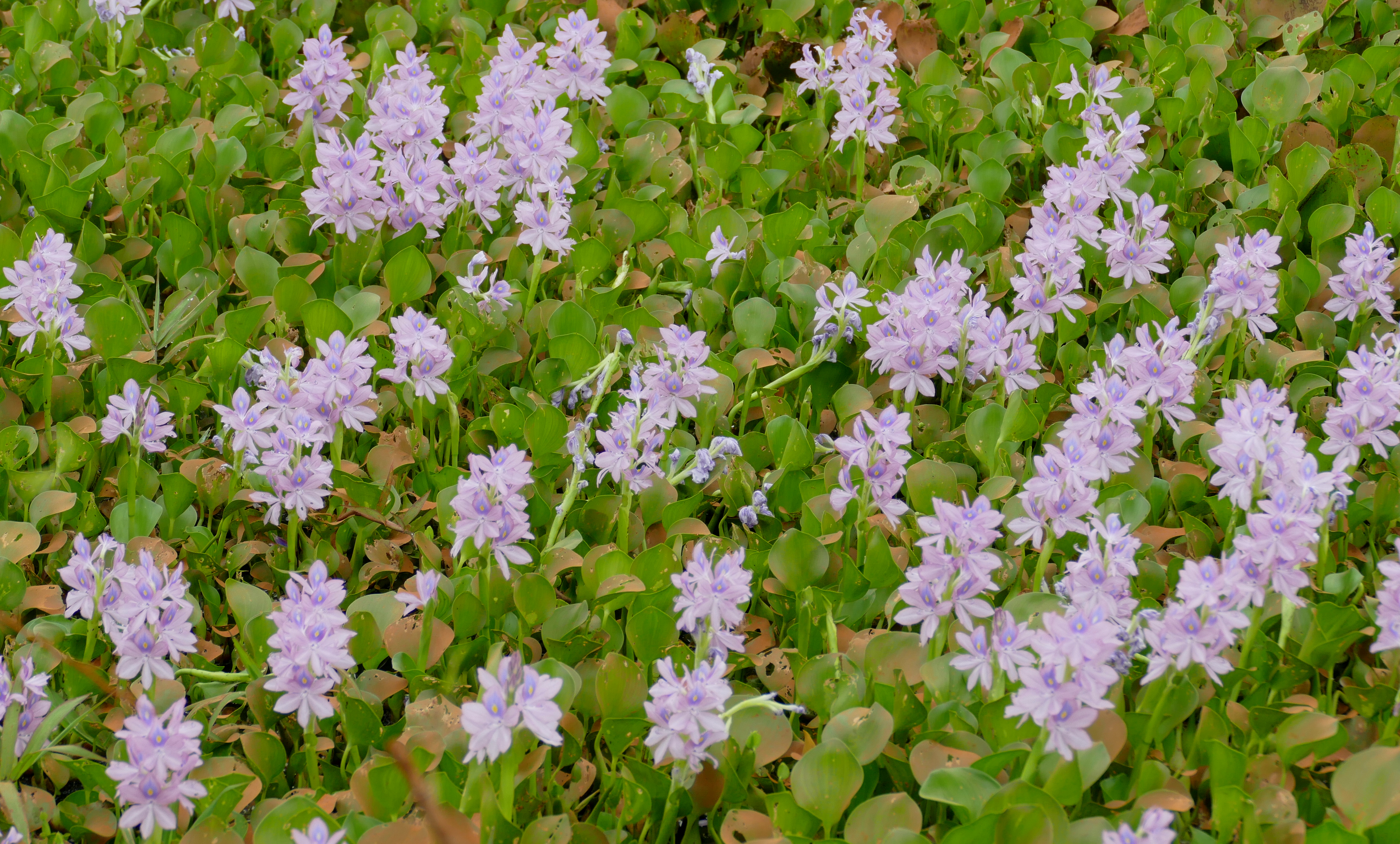
Dickstielige Wasserhyazinthe
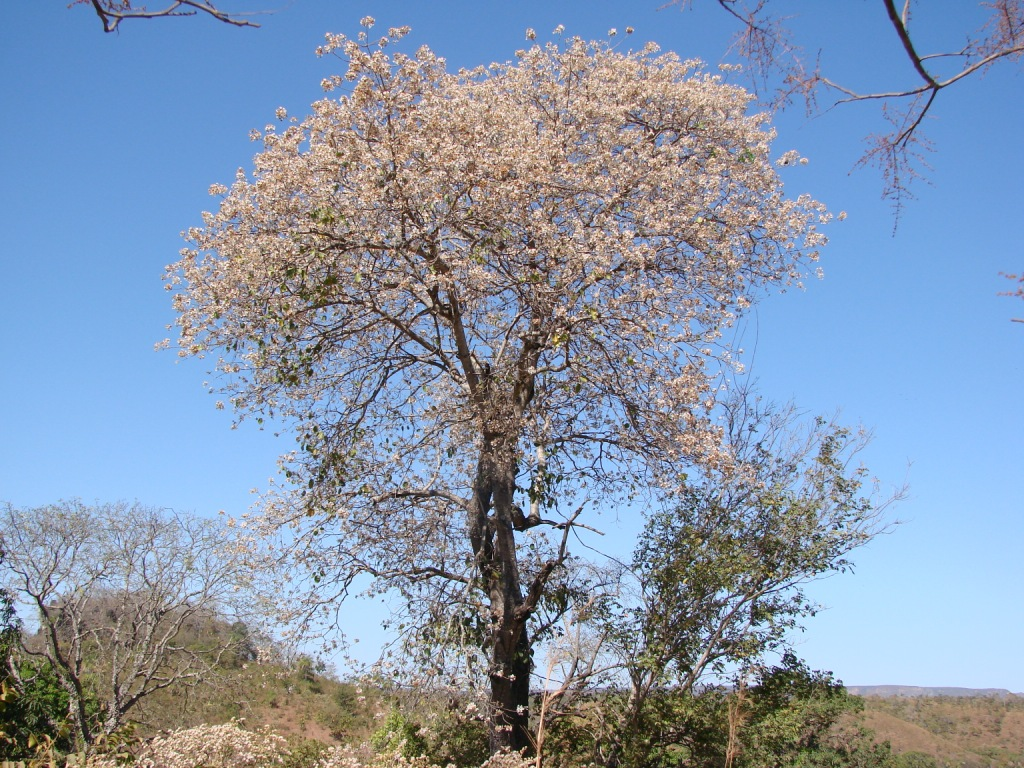
Louros
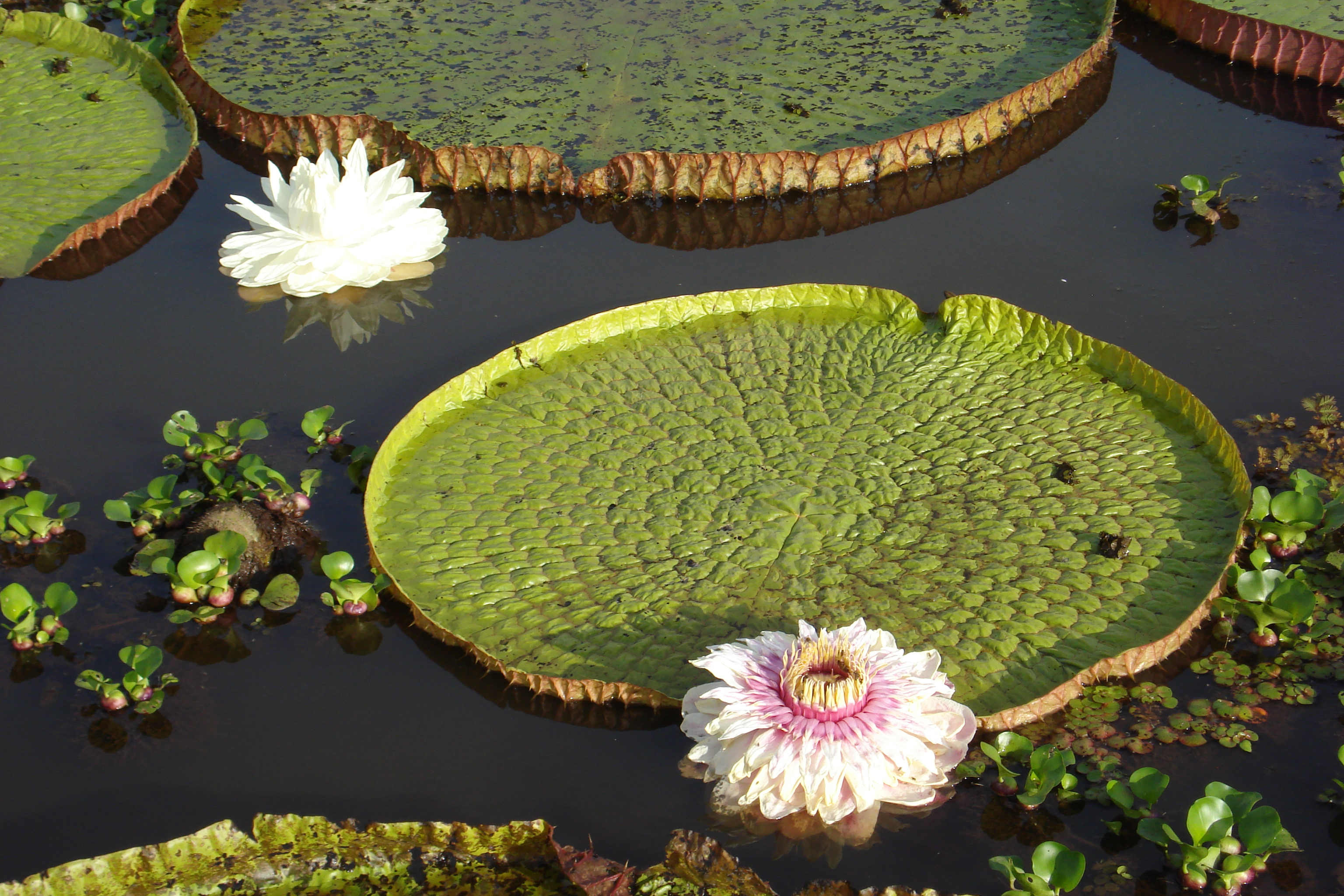
Santa-Cruz-Riesenseerose

## Fauna
In diesem Gebiet sind folgende Säugetierarten vertreten: Großer Ameisenbär (Myrmecophaga tridactyla), Sumpfhirsch (Blastocerus dichotomus), Riesenotter (Pteronura brasiliensis), Jaguar (Panthera onca ), Wasserschwein  Dort sind  auch folgende Vogerlarten beheimatet:  Jabiru (Jabiru mycteria), Waldstorch (Mycteria americana), Maguaristorch (Ciconia maguari), Hyazinthara (Anodorhynchus hyacinthinus), Rosalöffler (Platalea ajaja) Folgende Reptilienarten sind in diesem Gebiet heimisch:  Brillenkaiman (Caiman yacare). Folgende Fischarten sind hier heimisch Piranhas und weitere Arten. Insgesamt wurden über 700 Vogel-, 250 Fisch-, 100 Reptilen-, 90 Säugetier- und 40 Amphibienarten im Gebiet des Nationalparks Pantanal Matogrossense bisher festgestellt. Ein paar kleinere Seen des Park die mit Salzwasser gefüllt sind beherbergen tief im Landesinnern maritime Lebensformen.

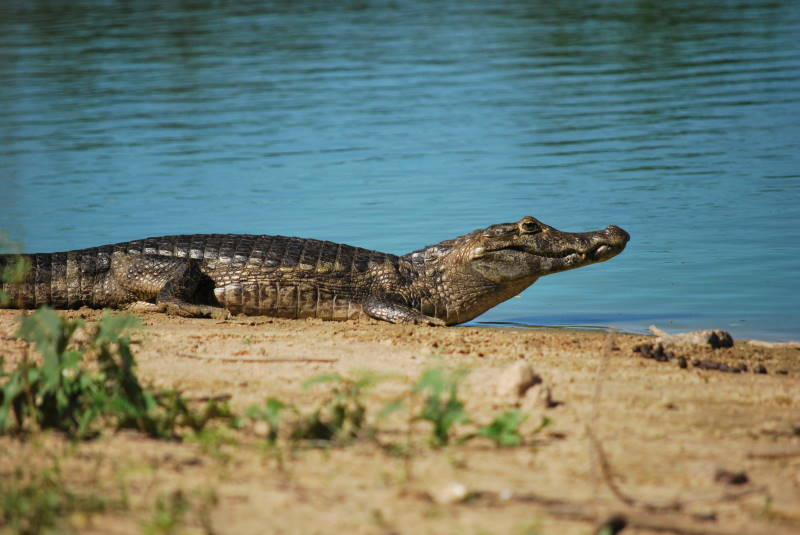
Brillenkaiman
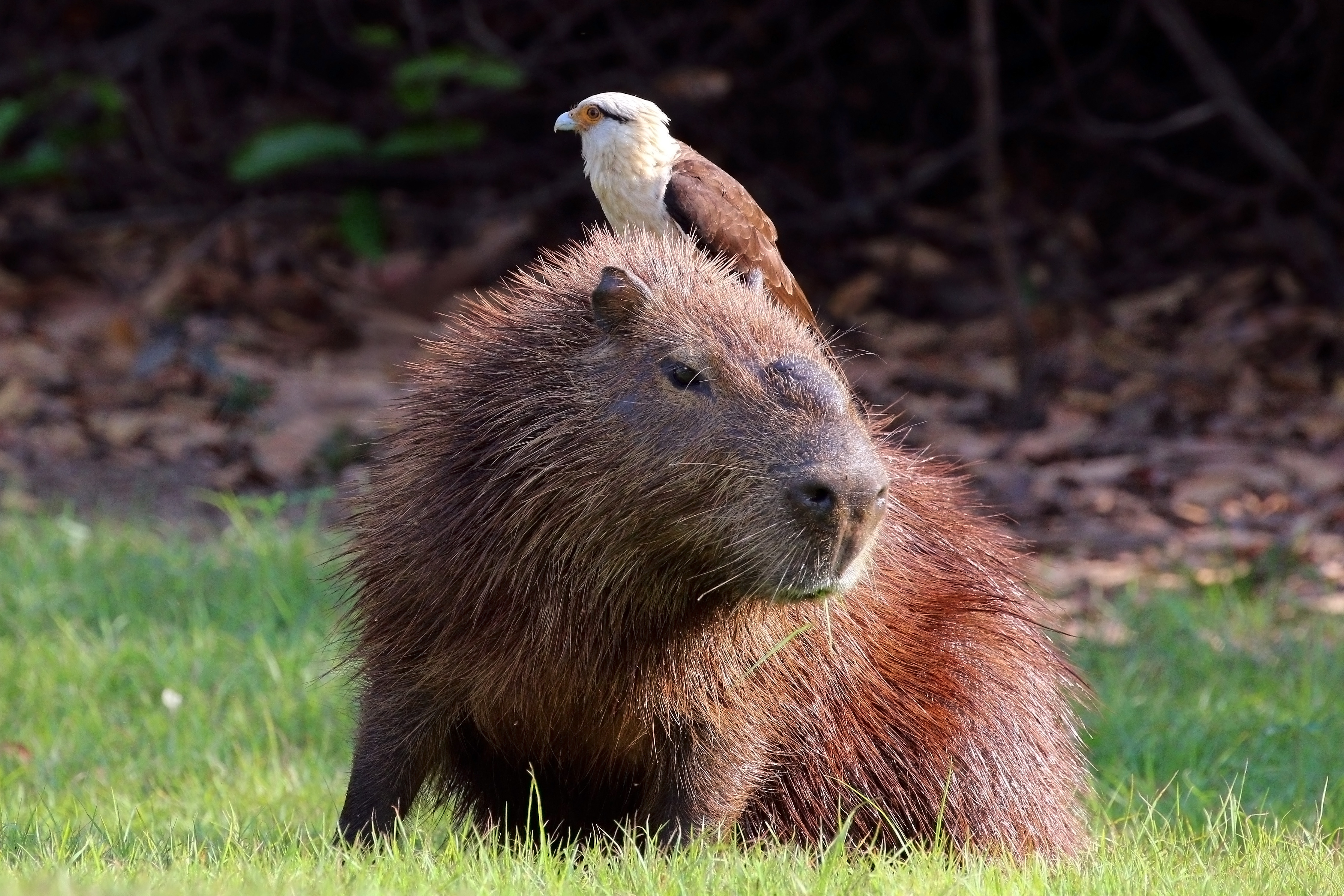
Gelbkopfkarakara auf einem Wasserschwein
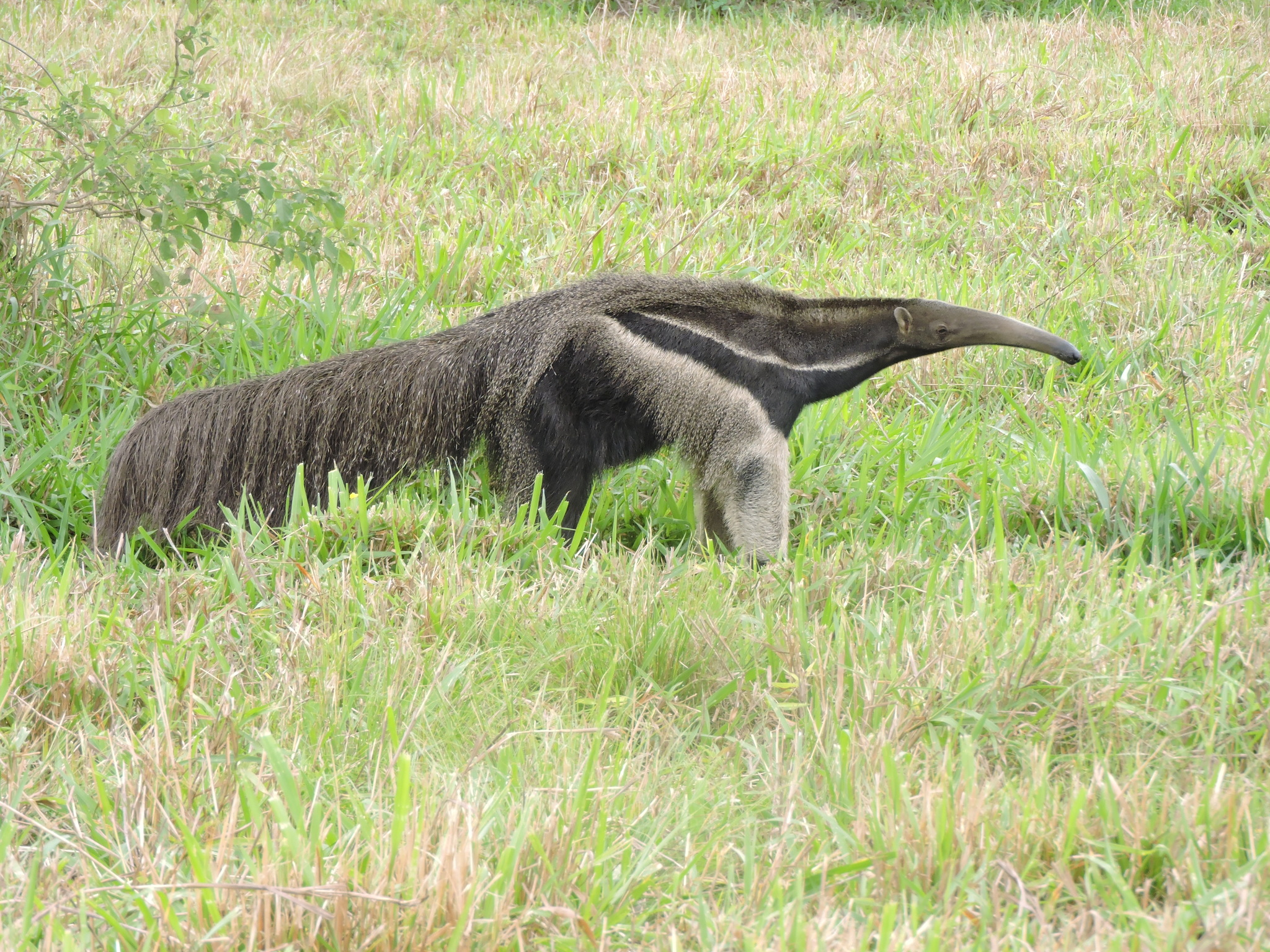
Großer Ameisenbär
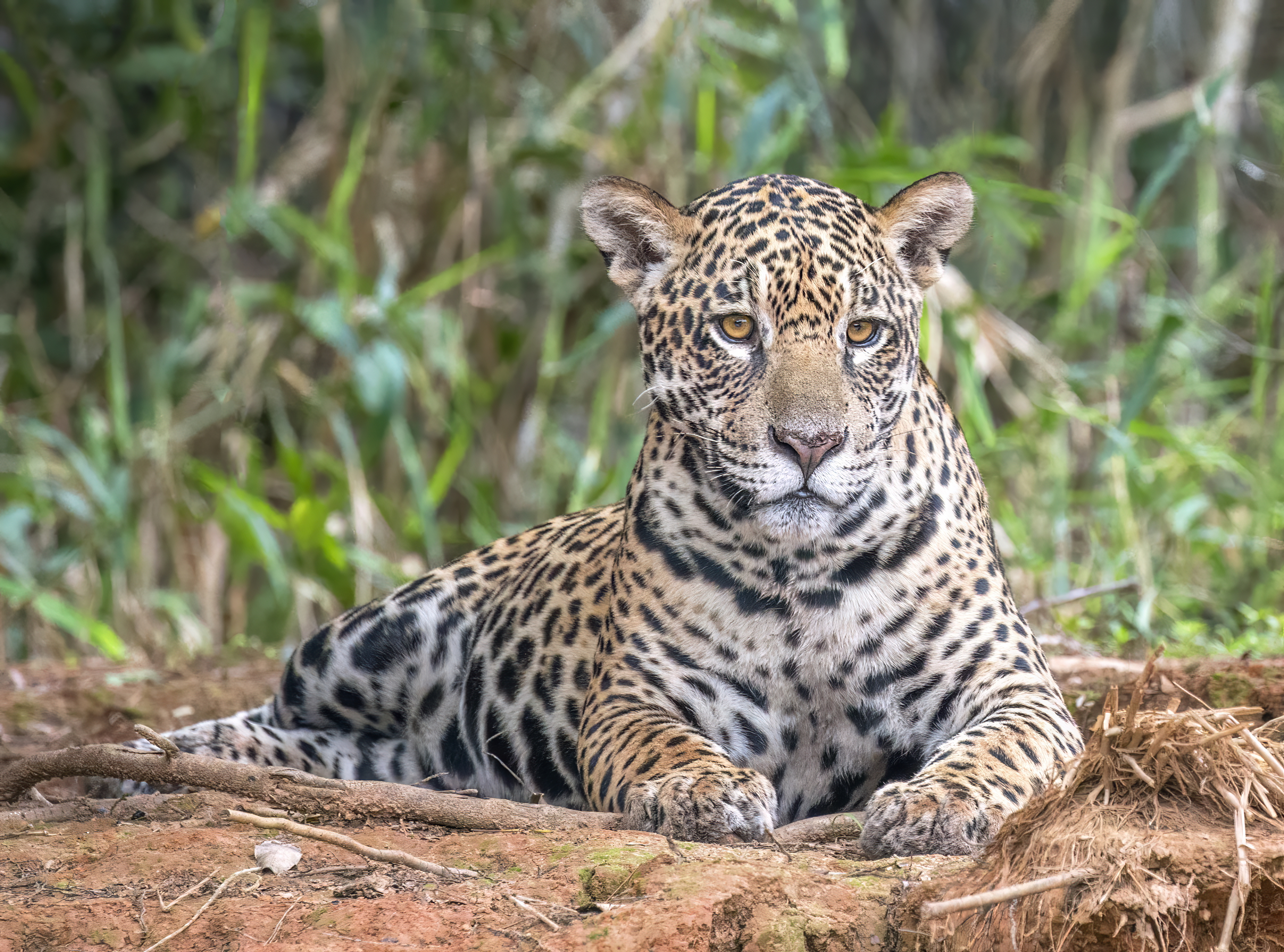
Jaguar
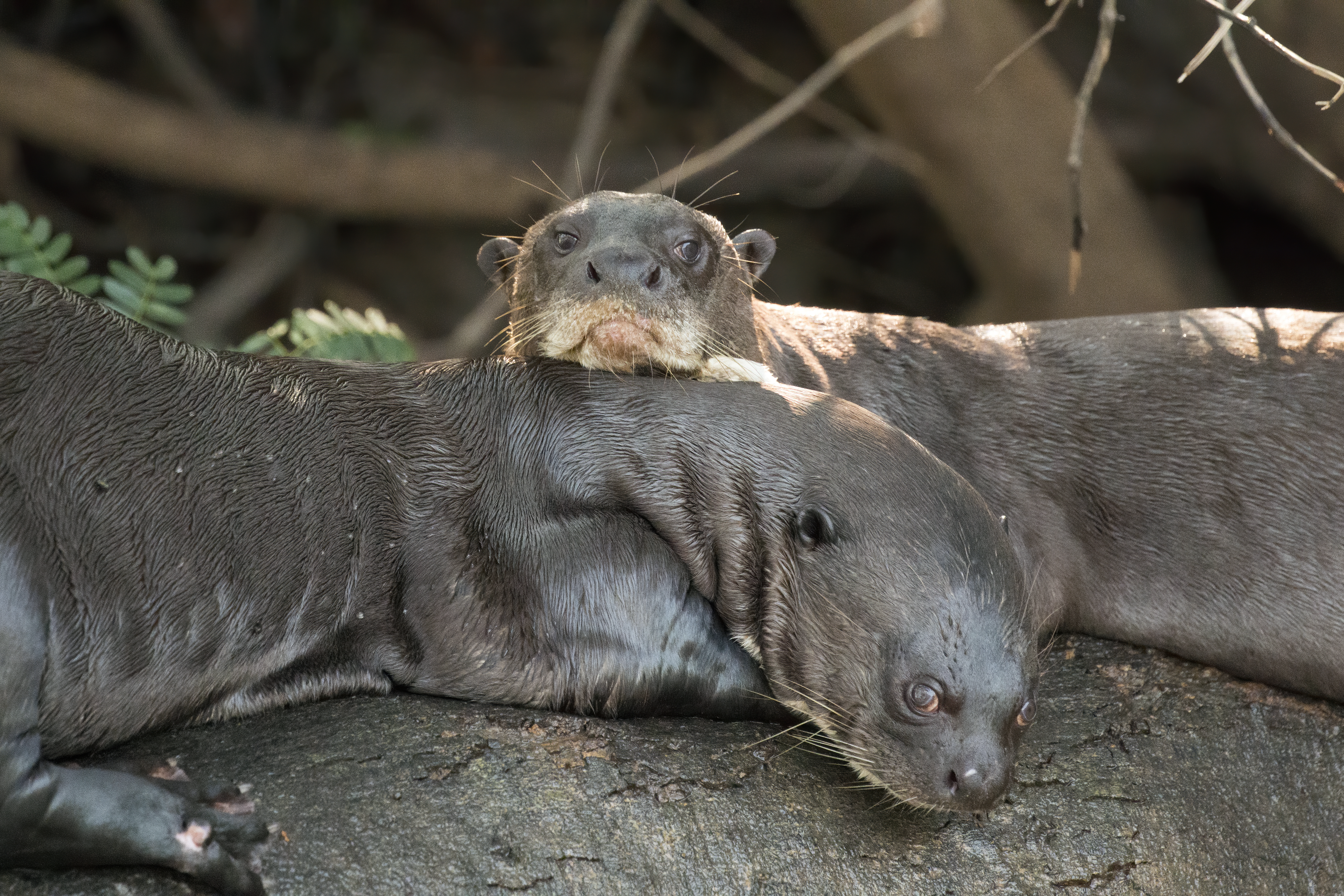
Riesenotter
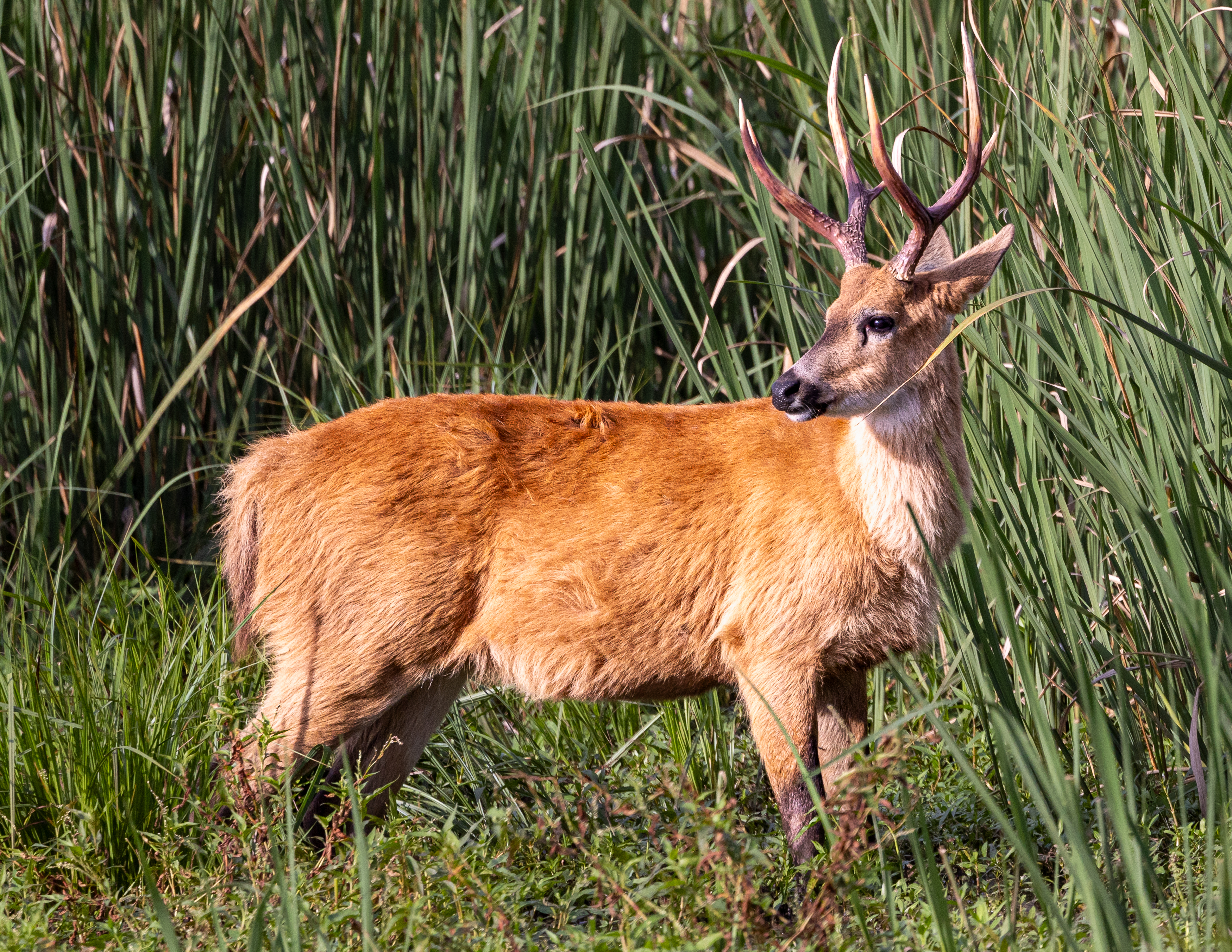
Sumpfhirsch

## Tourismus
Der Park wird durch die staatliche Organisation IBAMA überwacht und Besuche sind im Allgemeinen nur in Begleitung von geeigneten Führern und im Genehmigungen erlaubt. Andere Aktivitäten wie der Fischfang und die Jagd sind ganzjährig im Gebiet des Nationalparks untersagt.

## Bedrohungen
Dieses Gebiet ist durch den illegalen Goldabbau, Viehwirtschaft, Waldrodungen und der dadurch ausgelösten Erosion und den Ausbau des Straßennetzes gefährdet.

## Sonstiges
Der Dichter Manoel de Barros schriebt über das Pantanal, es sei grenzenlos und mit keinerlei Maß zu messen.